# Abbaye Saint-Léger de Préaux
L'abbaye Saint-Léger de Préaux est une ancienne abbaye bénédictine située sur le territoire de la commune de Saint-Michel-de-Préaux, aujourd'hui Les Préaux, dans le département de l'Eure, en France.
Elle fut fondée vers 1050 par Aubrée, épouse d'Onfroi de Vieilles, lui-même fondateur de l'abbaye Saint-Pierre de Préaux, dans la commune voisine de Notre-Dame-de-Préaux. Elle abritait une communauté de religieuses bénédictines.

## Origines
On ignore la date exacte de la fondation de l'abbaye Saint-Léger. On estime qu'elle fut bâtie vers 1050 par Aubrée, soit environ vingt ans après l'abbaye aux hommes Saint-Pierre par Roger de Beaumont, fils d'Onfroi de Vieilles fondateur du monastère d'hommes.
La première abbesse fut Emma, sœur de Guillaume de Poitiers, né à Préaux, chapelain et biographe de Guillaume le Conquérant. La première abbesse de l'abbaye de la Trinité de Caen, fondée par la reine Mathilde, venait de l'abbaye Saint-Léger-de-Préaux et se prénommait elle-même Mathilde. Aubrée, fondatrice de l'abbaye, fit don de ces terres situées autour de Routot, notamment à La Haye-de-Routot et à La Haye-Aubrée.
Les plans les plus anciens et les plus détaillés de l'abbaye datent de la fin du XVIIIe siècle.
Lors de la creusée de tranchées pour l'installation de câbles électriques en 2019, plusieurs artefacts datés du XIVe siècle furent découverts.

## Liste des abbesses de 1675 à la Révolution
Liste établie par Charpillon.
- 1676-1685 : Françoise Olivier de Vieuville
- 1685-1713 : Françoise de Vaudelard de Persan
- 1713-1729 : Anne Thérèse de Rohan-Guéménée (? - Rouen, 1738 à 54 ans), puis abbesse de Notre-Dame de Jouarre[5]
- 1729-1731 : Angélique Eléonore de Rohan-Guéménée (?-1754), puis abbesse de Marquette
- 1732-1760 : Marguerite Candide de Brancas (1703-1760)
- 1760-1778 : Marie Anne de Gimel de Lentillac
- 1778-1791 : Marie Gabrielle Marguerite Adrienne de Bouillé de Créance